# August von Jilek
August von Jilek (August Jilek, August Jileck; Litomyšl, 28. kolovoza 1819. – 8. studenoga 1898.), češki mornarički liječnik, predavač i administrator. Rođen je u Litomyšlu u Češkoj gdje se prezime Jilek može pratiti unatrag sve do 15. stoljeća. Studirao je medicinu u Beču i nakon diplomiranja za liječnika priključio se austrijsko cesarsko-kraljevskoj ratnoj mornarici 23. listopada 1845. godine.
Ništa se ne zna o Jilekovim ranim godinama u ratnoj mornarici. Prvi put je došao do izražaja kada je odabran da popuni mjesto osobnoga liječnika nadvojvode Ferdinanda Maksimilijana (1832. – 1867.). To se moglo zbiti pri Maksimilijanovu ulasku u ratnu mornaricu i službi na brodu SMS Novari 1851. godine.
U listopadu 1852. Jilek je imenovan starijim liječnikom na novoosnovanoj Mornaričkoj akademiji (bivšem kadetskom kolegiju) u Puli u Istri gdje je također predavao oceanografiju. U ožujku 1856. nadvojvoda Maksimilijan, tadašnji vrhovni zapovjednik ratne mornarice, postavio je kamene temeljce za novi arsenal i novu zgradu akademije, a u srpnju 1857. Jilek je dovršio svoj udžbenik o oceanografiji za akademijine studente po kojima je danas najpoznatiji.
Njegov potomak je slovački književni kritičar Peter F. 'Rius Jílek koji je predavao na Sveučilištu u Zagrebu od 2012. do 2016. godine.